# 肯尼亚东非大裂谷的湖泊系统
肯尼亚东非大裂谷的湖泊系统是肯尼亚的一处世界遗产，由三个浅水湖泊组成，分别为博戈尼亚湖、纳库鲁湖和爱尔曼特塔湖。肯尼亚东非大裂谷的湖泊系统于2011年列入世界遗产名录，面积32 034 ha，缓冲区面积3 581 ha 。

## 登录基准
该世界遗产被认为满足世界遺產登錄基準中的以下基準而予以登錄：
- （vii）包含出色的自然美景与美学重要性的自然现象或地区。
- （ix）在陆上、淡水、沿海及海洋生态系统及动植物群的演化与发展上，代表持续进行中的生态学及生物学过程的显著例子。
- （x）拥有最重要及显著的多元性生物自然生态栖息地，包含从保育或科学的角度来看，符合普世价值的濒临绝种动物种。